# Coussarea urophylla
Coussarea urophylla är en måreväxtart som beskrevs av Paul Carpenter Standley. Coussarea urophylla ingår i släktet Coussarea och familjen måreväxter.
Artens utbredningsområde är Bolivia. Inga underarter finns listade i Catalogue of Life.